# Jón skalli Eiríksson
Jón skalli Eiríksson (skalli = ”den skallige”), född på 1310-talet, död 10 augusti 1391, var biskop av Garðar på Grönland 1343–? och av Hólar på Island från 1358 till sin död. Jón skalli kom aldrig iväg till Grönland eftersom den förmodat avlidne biskopen, som han skulle efterträda, fortfarande visade sig vara i livet. 
Även Jóns första tid som biskop på Island möttes av oväntade komplikationer. Vid ankomsten led han skeppsbrott och blev av allt att döma ”papperslös”, varför han inte kunde styrka sin höga ställning. Efter ett tag spred sig bland både präster och lekmän ett rykte att han inte hade blivit biskop på laglig väg. Då prästerna vägrade lyda honom bannlyste han dem, men det brydde de sig inte om. Det var inte förrän 1371 – tretton år efter sin ankomst – som Jón, försedd med en ny bulla från påven, lyckades bevisa att han verkligen var deras biskop.

## Biografi

### Bakgrund
Jón skalli härstammade från en norsk stormannaätt, om vilken man inte vet mer än att flera av dess medlemmar gjorde karriär inom kyrkan. Jóns bror Gottskálk Eiríksson uppges ha varit stamfader till tre biskopar i Hólar, nämligen Gottskálk Keniksson (1442–1457), Ólafr Rögnvaldsson (1458–1495) och Gottskálk grimmi Nikulásson (1496–1520).

### Två biskopsstolar
Jón skallis väg till biskopsstolarna i Garðar och Hólar kan följas i de isländska annalerna. Någon gång – kanske 1341 – fick ärkebiskopssätet i Niðarós besked att den åldrige biskop Árni av Garðar var död. En präst från Bergen, Ívarr Bárðarson, sändes till Grönland för att ta hand om biskopsgårdens förvaltning. År 1343 vigdes Jón skalli Eiríksson till ny biskop av Grönland; han avreste dock aldrig eftersom det kort efteråt uppdagades att biskop Árni fortfarande var i livet. Jón blev dock inte formellt entledigad från sin befattning, utan fick tydligen ”stå på tur”.
Biskop Árni dog 1349, men det är osäkert när domkapitlet nåddes av budet. Digerdöden kom samma år, och därmed avbröts all sjöfart mellan kolonierna och moderlandet. Till Island kom inte ett enda skepp på två år, och förbindelsen med Grönland var knappast bättre. Enligt annalerna var Jón skalli en av blott två biskopar i Norge som överlevde pesten. Den andre var Ormr Ásláksson, biskop av Hólar, som då vistades i Niðarós. Då Ormr avled 1356 utsågs Jón skalli till hans efterträdare. Jón for därefter till Avignon för att få påve Innocentius VI:s bekräftelse.

### Första biskopstid
År 1358 anlände han till Island, men skeppet förliste vid kusten. De ombordvarande räddades, men nästan allt gods gick förlorat och troligen då också påvens brev och bulla. Jón skalli mottogs visserligen väl och installerades som biskop utan att behöva styrka sin behörighet, men snart uppstod rykten bland nordlandshövdingarna att Jón olagligt hade kommit i besittning av sitt ämbete. Ryktesspridningen ledde 1360 till fullt uppror mot biskopen, då både präster och lekmän – i synnerhet bland eyjafjordingarna – vägrade lyda hans påbud. De kallade honom grænlendínga biskup, en ekki Hóla biskup, det vill säga ”grönlänningarnas biskop, men inte biskop av Hólar”. Jón skalli stöddes visserligen av en del präster i Skagafjorden, liksom av biskopen i Skálholt och av den norska kungamaktens representanter, men i praktiken kom de upproriska att helt ta över Hólars stift. Jón förvandlades till en ”skuggbiskop” som ingen brydde sig om, och han saknade maktmedel för att ändra på den saken.
Åren 1361–62 var Jón i Niðarós för att söka hjälp. Han fick ärkebiskopens och domkapitlets fulla stöd – men utan påvebrev hjälpte det föga. Upproret fortsatte oförtrutet. Icke desto mindre tycks besöket ha fått domkapitlet att inse att det behövdes en ny biskop på Grönland – att Jón skalli innehade den posten hade ju varit ett argument som de upproriska använt mot honom.

### Andra biskopstid
Jón skalli såg nu ingen annan lösning på konflikten än att en andra gång, med ärkebiskopens stöd, fara till Avignon för att få påvens – nu Urban V:s – bekräftelse på att han var laglig biskop av Hólar. Han återvände till Island 1371, och nu hade han äntligen alla papper i ordning. Därmed upphörde upproret och parterna förlikades. Annalerna uppger inte hur förlikningen såg ut, men man kan anta att biskopen upphävde de bannlysningar som upprorsmännen hade struntat i så länge de inte ansåg honom vara biskop.
Om Jóns fortsatta biskopstid lämnar annalerna inte många upplysningar. Bevarade räkenskaper från denna tid visar dock att han var en samvetsgrann person som höll noga reda på biskopsstolens inkomster och utgifter.
Det kan tilläggas att Jón skalli, som å ämbetets vägnar ofta var på resande fot, lät bygga åt sig ett skepp som fick namnet Mariabollen. På senhösten 1374 var han i Bergen där han träffade kung Magnus Eriksson för att redovisa skatteintäkter från Hólar. Kungen bad då att få låna Mariabollen, eftersom han troligen tänkte fara till Tønsberg för att fira jul. Men den 1 december utbröt en så svår storm i Bømlafjorden att skeppet bröts sönder och kungen med 25 man omkom.

## Motståndet mot biskop Jón
Frågan är hur det kompakta motståndet mot biskop Jón skall förklaras. Även hans företrädare, Ormr Áslaksson, hade varit illa omtyckt. Både han och Jón var ”utlänningar” (norrmän), vilket kan ha haft en viss betydelse.
Kyrkan försökte vid denna tid skärpa tillämpningen av den kanoniska rättens regelverk på Island. De flesta kyrkor på ön hade byggts av hövdingar på egen mark och egen bekostnad, och de ville ha kontroll över prästtillsättningen i sina ”egna” kyrkor. För ändamålet hade de även grundat privatskolor, där präster utbildades i konkurrens med kyrkans katedral- och klosterskolor. De viktigaste av dessa privatskolor var Haukadalsskolan och skolan på Oddi. Men kyrkan stämplade allt lekmannainflytande över prästtillsättningar som simoni.
Jón skalli var den förste i en lång rad av ”påvebiskopar” (páfabiskupar) på Island. De kallades så därför att de var utnämnda av påven – givetvis efter förslag från ärkebiskopen och domkapitlet. Under perioden 1342–1520 satt inte en enda infödd islänning som biskop i Hólar, utan alla var utlänningar. Fem var norrmän, tre kom från England, en var dansk och en var troligen svensk. Förhållandet i Skálholt var likartat. Syftet med att utse utlänningar till kyrkans högsta poster var att minska risken för ”dubbla lojaliteter”; ingen skulle kunna misstänkas för att visa större lojalitet mot den egna ätten än mot kyrkan. Nackdelen med denna politik var att det så småningom uppstod prästbrist på Island, eftersom ingen ätt såg någon fördel med att sända sina söner till prästutbildning.